# Brachyopa violovitshi
Brachyopa violovitshi är en tvåvingeart som beskrevs av Mutin 1985. Brachyopa violovitshi ingår i släktet savblomflugor, och familjen blomflugor. Inga underarter finns listade i Catalogue of Life.